# Upton (Wyoming)
Pour les articles homonymes, voir Upton (homonymie).
Upton est une ville située dans le comté de Weston, dans l’État du Wyoming, aux États-Unis. Sa population s'élevait à 1 100 habitants lors du recensement de 2010.